# Fernando Fernández (Schauspieler)

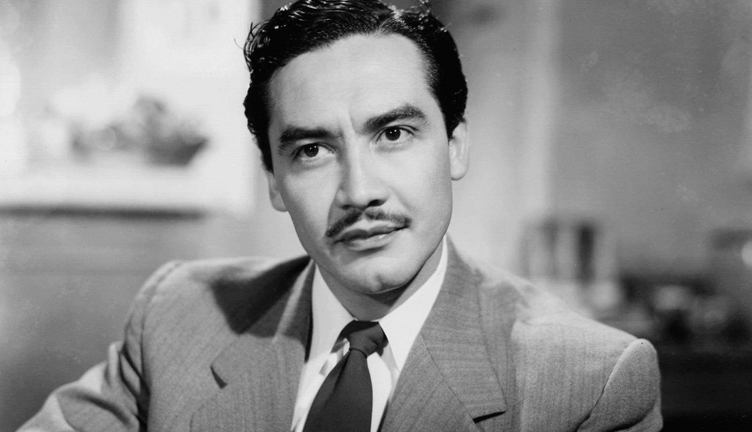
Fernando Fernández

Fernando Fernández Reyes (* 9. November 1916 in Monterrey; † 24. November 1999 in Mexiko-Stadt) war ein mexikanischer Schauspieler, Sänger, Drehbuchautor und Regisseur.
Fernández ging siebzehnjährig nach Mexiko-Stadt und trat dort als Sänger bei verschiedenen Radiosendern auf. 1936 vermittelte ihm Emilio Tuero seinen ersten Auftritt beim Sender XEW. Mit Titeln wie Un corazón, Arrabalera, Callejera, Hipócrita und Traicionera wurde er als El Crooner de México im gesamten lateinamerikanischen Raum bekannt.
Als Schauspieler wirkte Fernández in mehr als sechzig Filmen mit, darunter La feria de las flores (1943), Las abandonadas (1945), Ahí vienen los Mendoza (1948) und Amor vendido (1951). Regie führte er u. a. in den Filmen El fistol del diablo (1961), Trampa fatal (1961), El ataúd infernal (1962) und Los hermanos Centella (1967). In den 1970er Jahren hatte er auch Fernsehauftritte u. a. in Sábados con Saldaña. Seine letzten Auftritte aus Schauspieler hatte er in Allá en el rancho de las flores (1983) und El sinaloense (1985). Von 1942 bis zu seinem Tod war Fernández mit der Sängerin Lupita Palomera verheiratet.